# Парк Колон

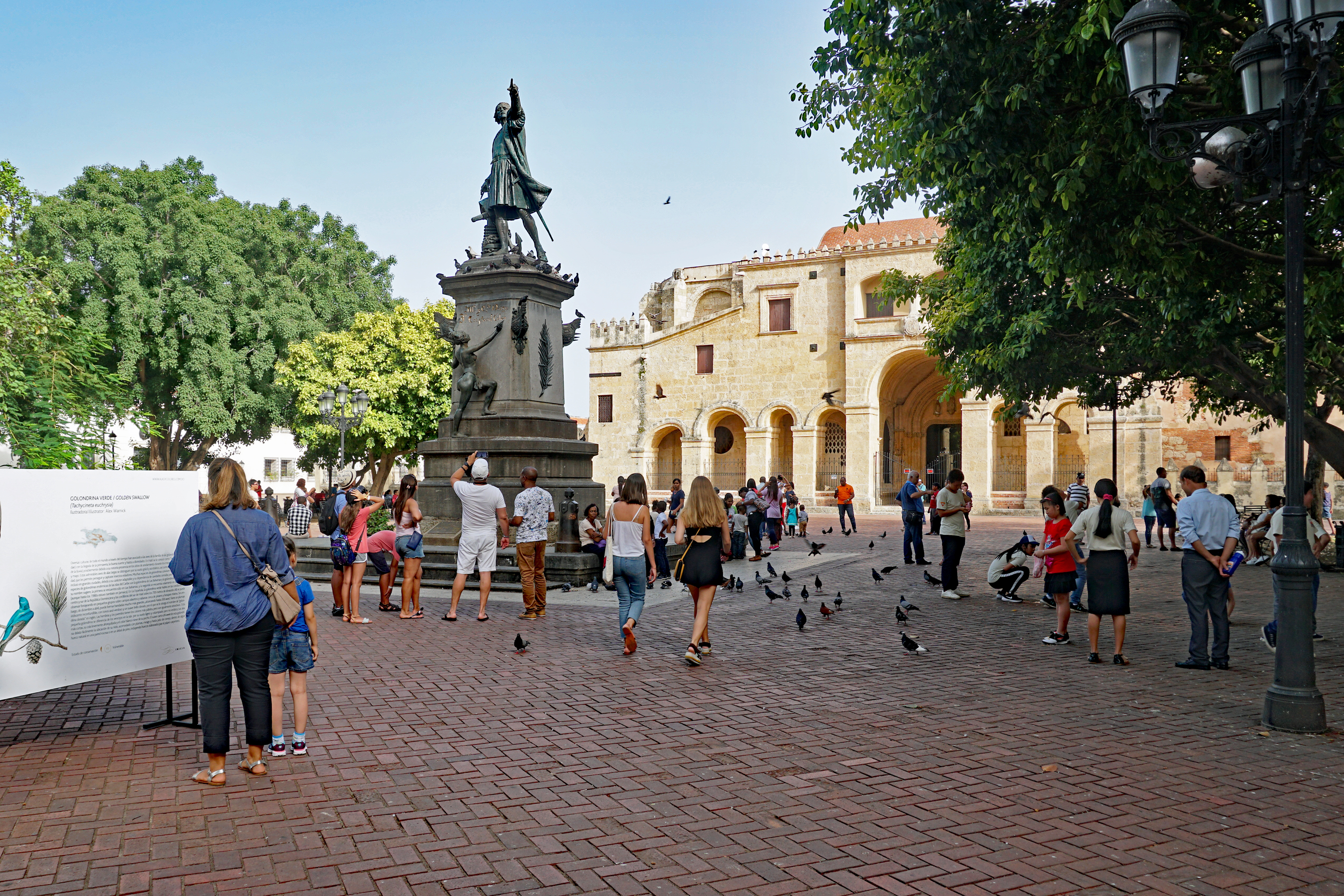
Люди в парку Колумба, Санто-Домінго, Домініканська Республіка.

Парк Колон. або Парк Колумба — центральна площа колоніального історичного району Санто -Домінго, Домініканська Республіка. в центрі якої стоїть статуя Христофора Колумба. На честь цього мореплавця вона була перейменована в 27 лютого 1887 році. Раніше площа називалась Головною.
Наколо площі знаходяться такі пам'ятки як Кафедральний Собор Пресвятої Діви Марії, Національний Палац та Палац Боргеллья, де колись знаходився парламент Домініканської Республіки. Вулиця Калле-дель-Конде, колись процвітаюче комерційне серце Санто-Домінго, починається від парку Колон і прямує до Пуерте-дель-Конде. На її початку встановлено бюст Бартоломео Колумба, брата Христофора та засновника Санто -Домінго.

## Історія

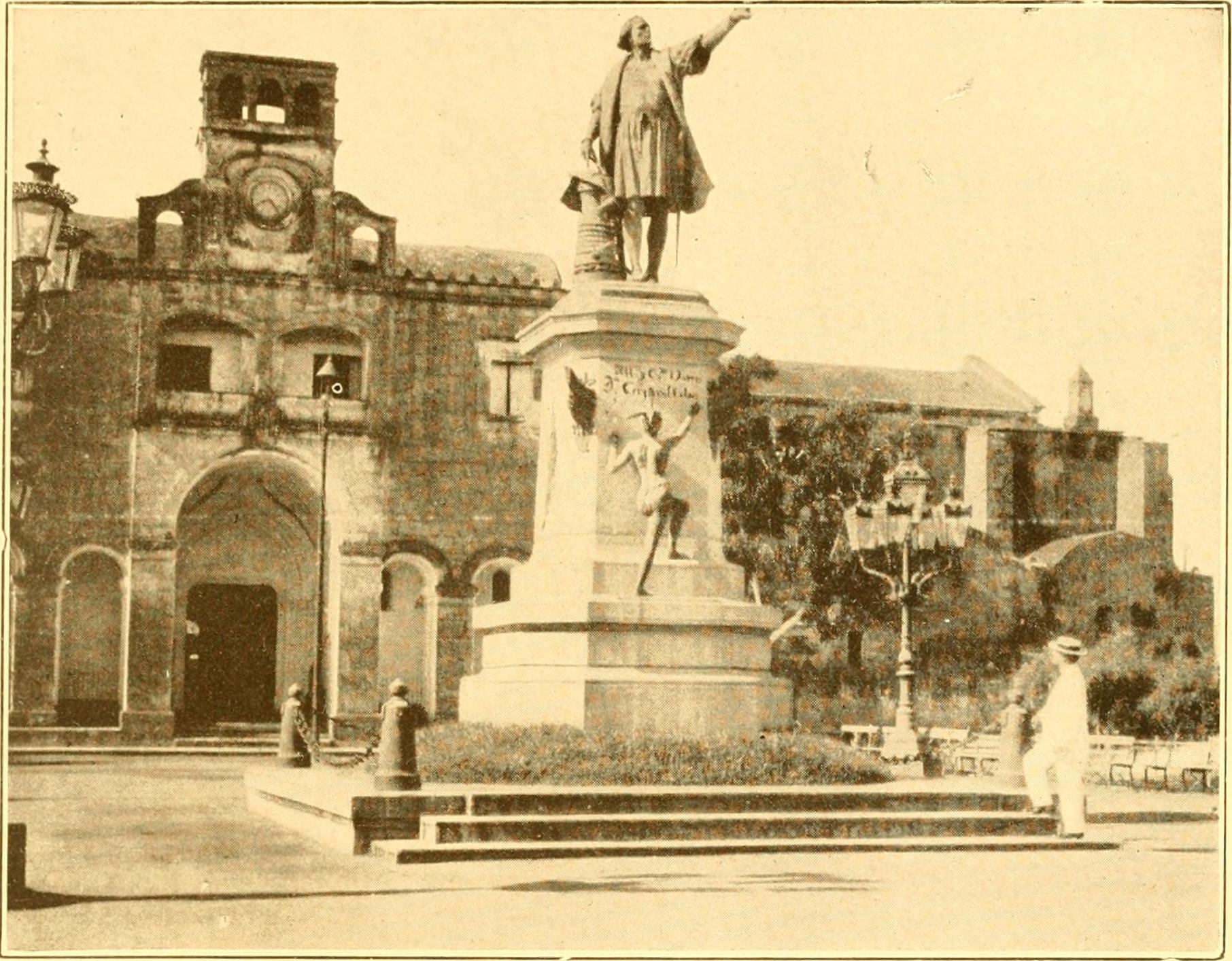
Фотографія парку Колумб, Домініканська Республіка, початку 1900 -х років.

Під час колоніального періоду 15 століття острів Гаїті забудовували. Це були перші колоніальні будинками на всьому американському континенті. У межах цих житлових споруд створили і Парк Колон (колишня назва «Пласа-Майор-де-Санто-Домінго»). Початок робіт у 1506 р., проте з тих пір і до сьогодні він зазнав різних модифікацій.
Це був головний розважальний центр для мешканців того часу, оскільки він надав життя та пишноти місту Ла-Ізабела та його околицям.
Парк присвячений Великому Командору ордена Ніколаса де Овандо, який прибув до Санто-Домінго в 1502 році.та відповідав за перенесення міста до західної частини річки Озама.
У центрі цього парку знаходиться статуя великого адмірала Христофора Колумба, що вказує на північ, створена французьким скульптором Е. Гілберта.

## Галерея

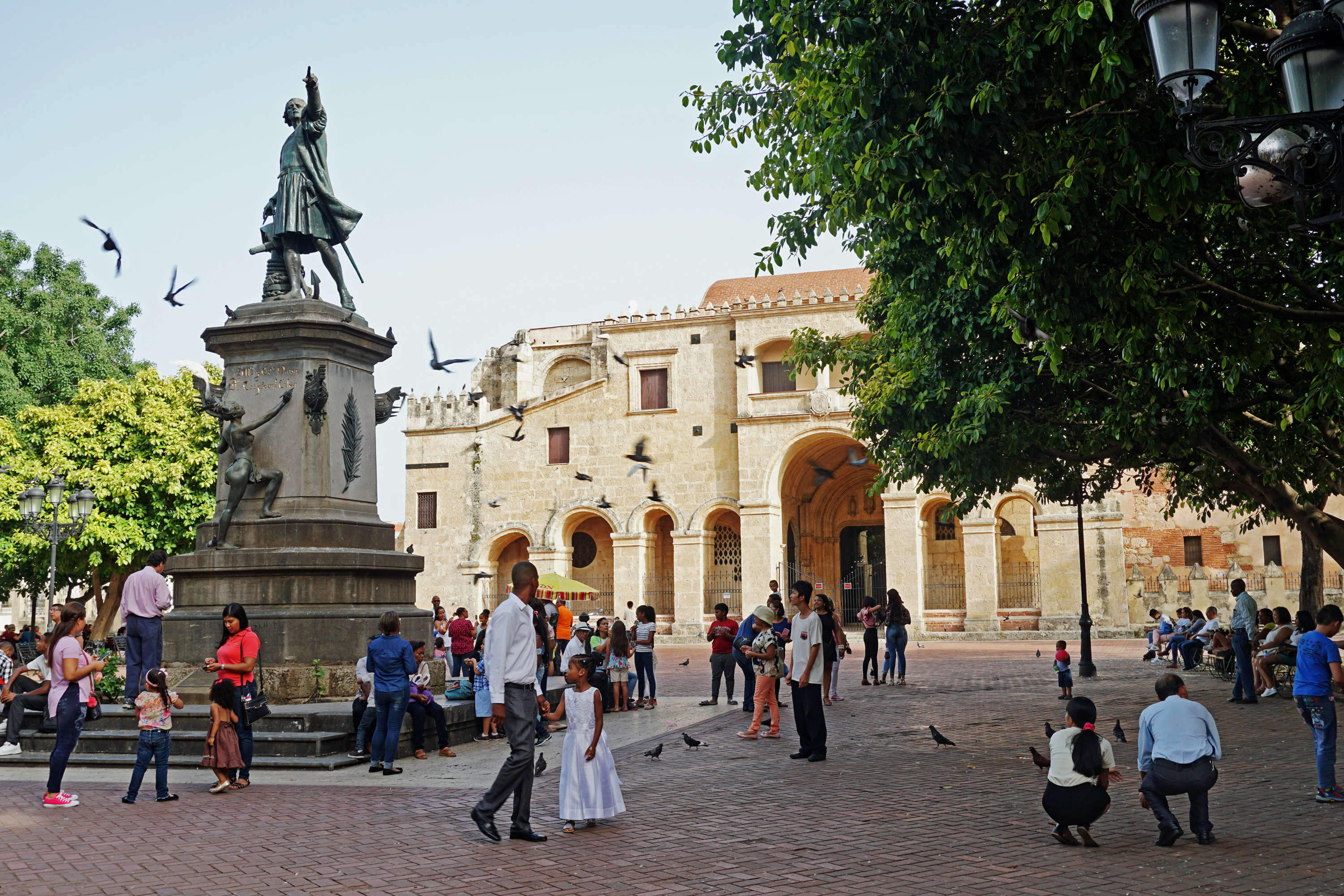
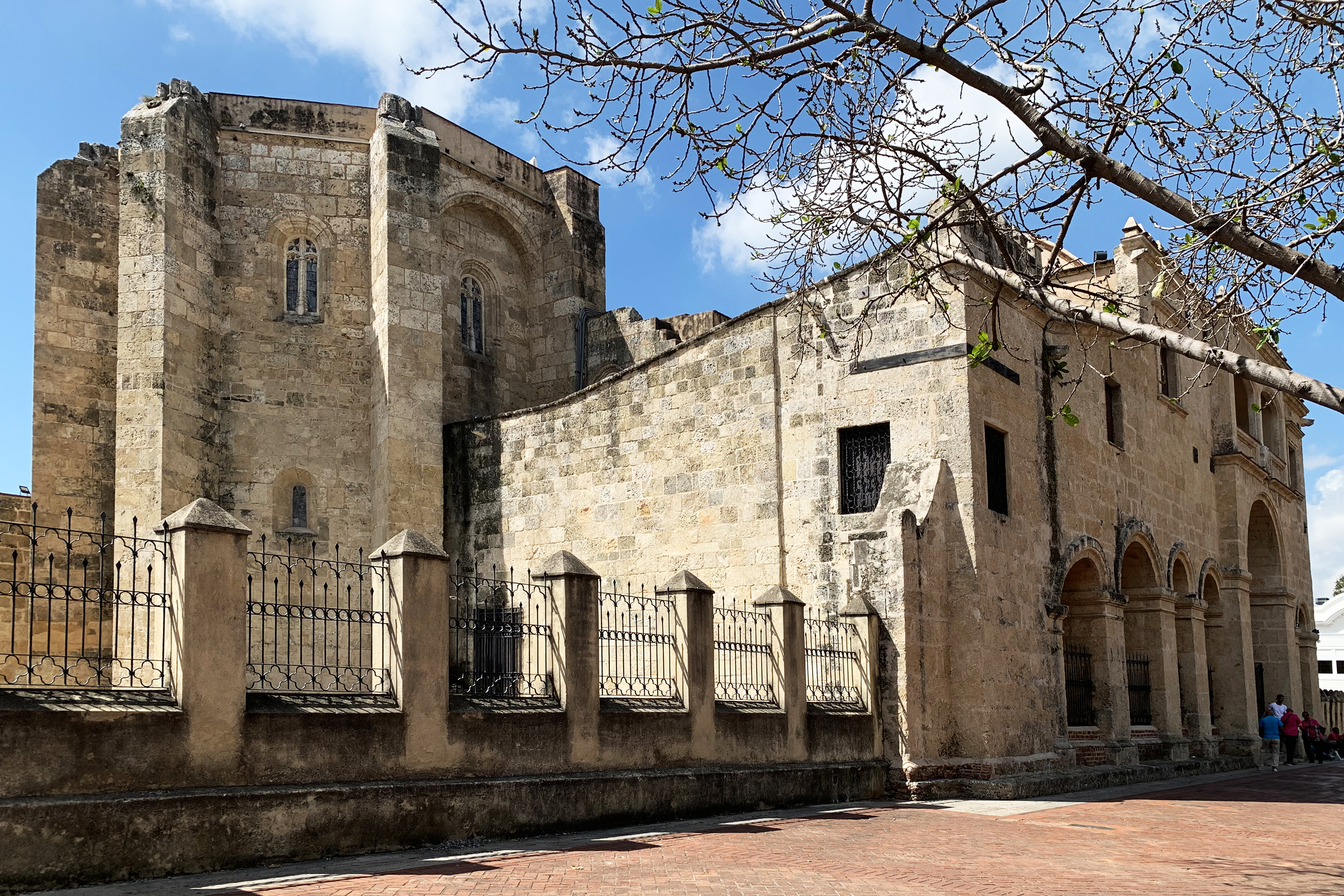
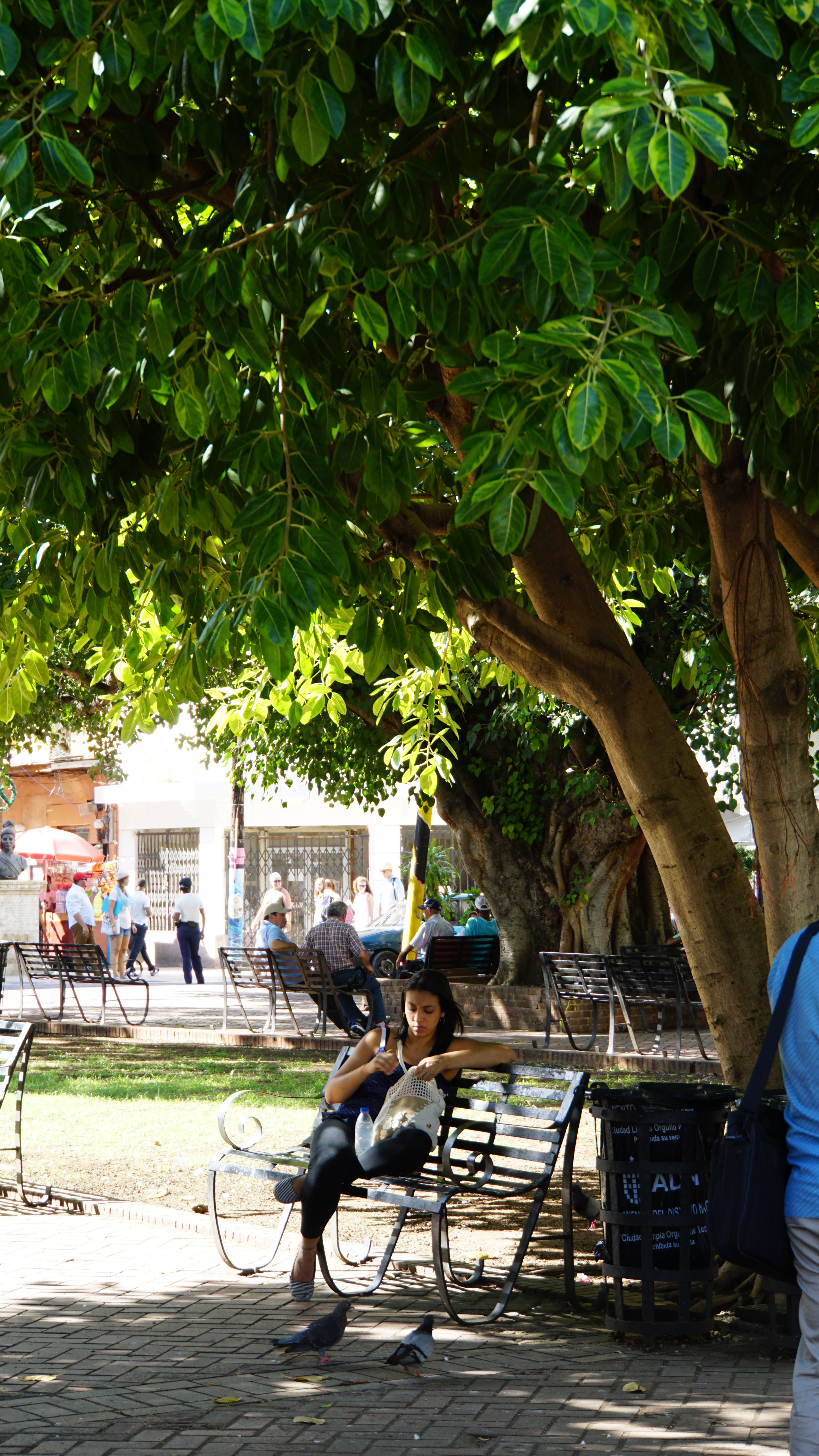
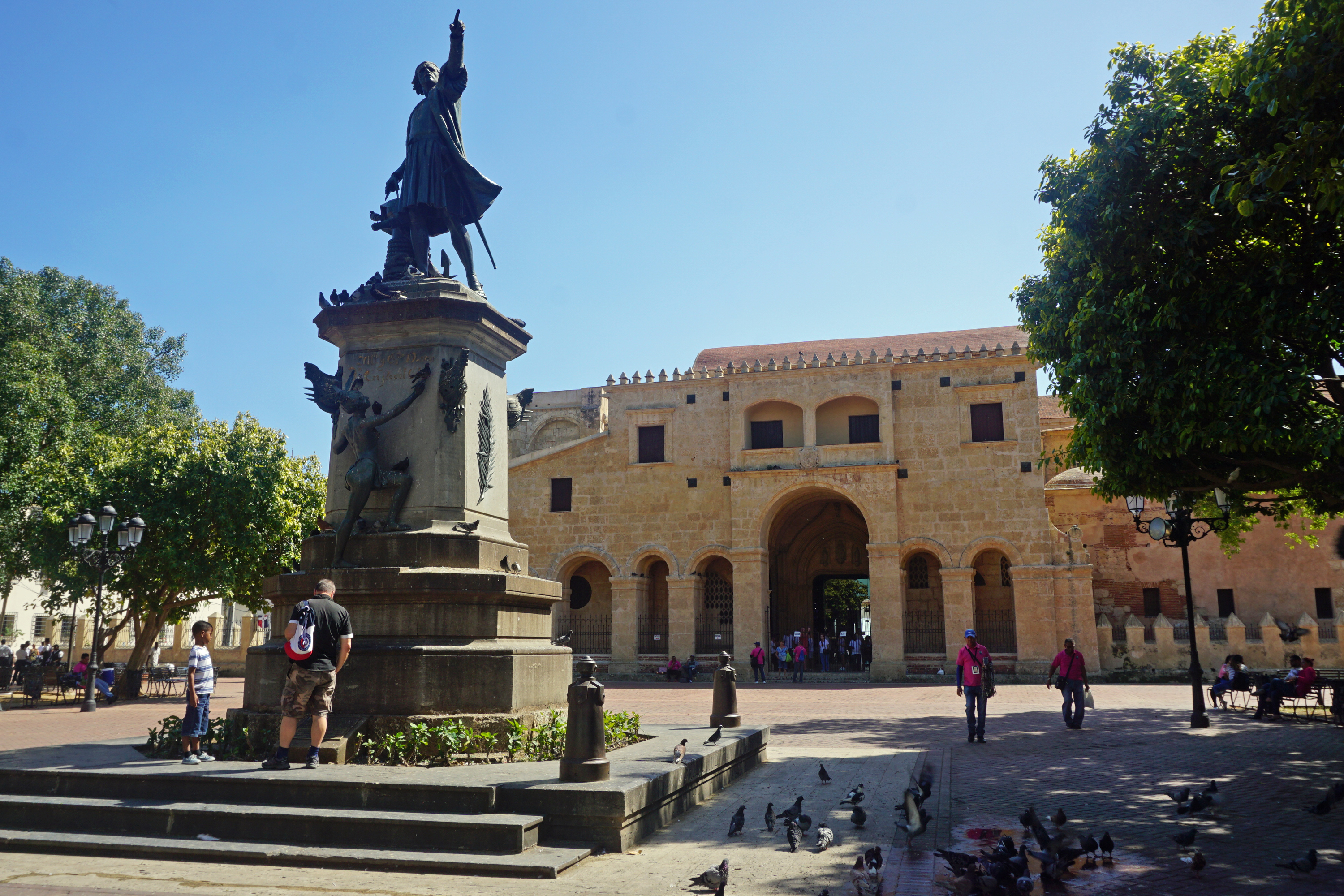
Cathedral and Statue of Columbus
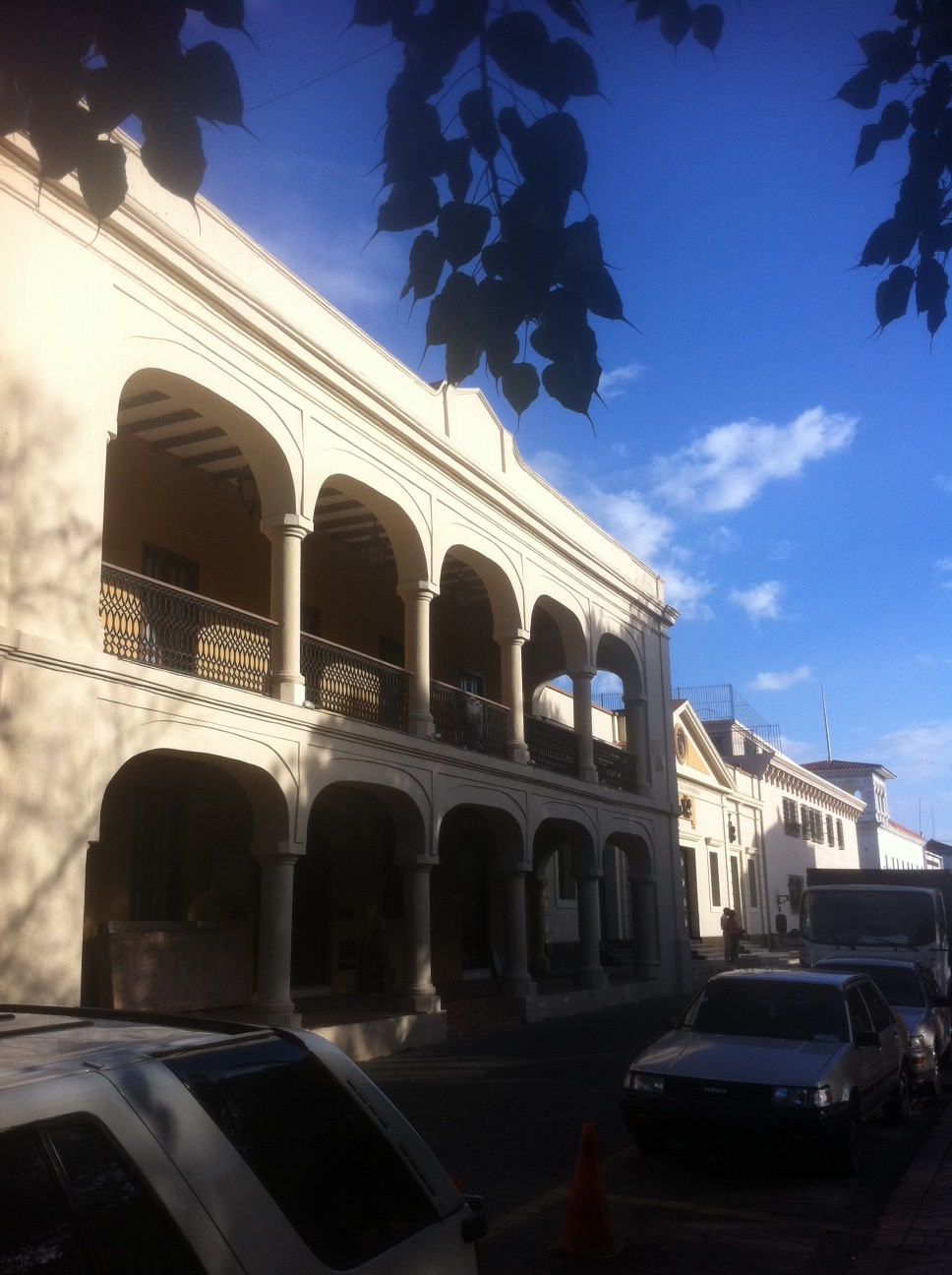
Portico of Palacio Borgella
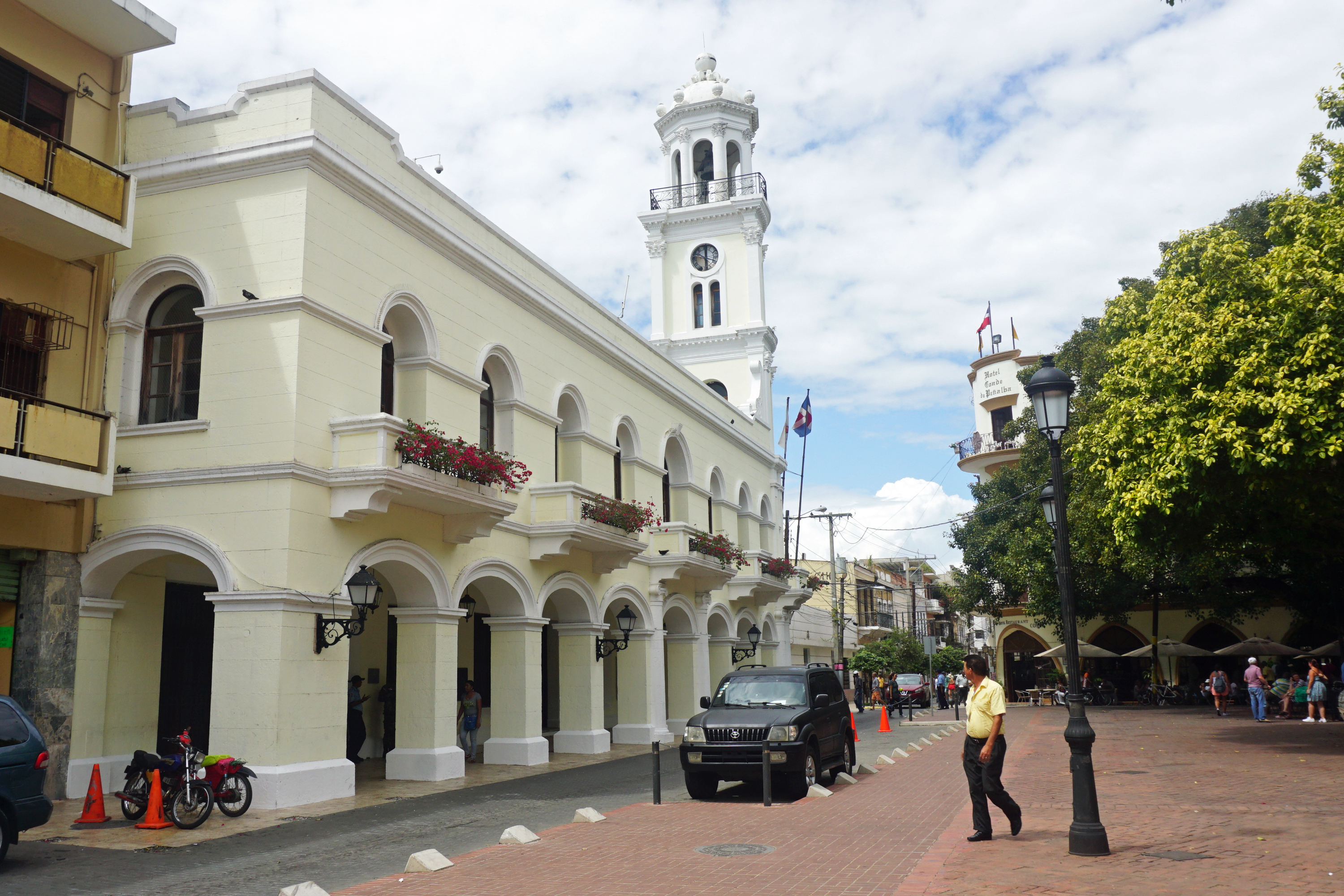
Palacio Consistorial